# 印西市立牧の原小学校
印西市立牧の原小学校（いんざいしりつ まきのはらしょうがっこう）は、千葉県印西市牧の原三丁目にある公立小学校。

## 概要
印西市の中心部、印西牧の原駅の北西部に位置し、駅周辺や国道464号沿線には商業施設が集積している。その利便性が高い交通機能と商業機能を求めて、今後も人口増加が見込まれる地域である。

## 沿革
（この節の出典）
- 2015年（平成27年）
  - 2月6日 - この日から16日まで、5回にわたり、入学及び開校説明会開催。
  - 4月1日 - 印西市立原小学校より分離し、開校。
  - 4月6日 - 開校式と学級開き挙行。
  - 4月8日 - 第1回入学式挙行。最初の新入生は20名。この新入生と在校生及び教職員計72名でスタートを切った。
  - 9月26日 - 第1回運動会開催。
- 2016年（平成28年）
  - 2月10日 - 第4学年（10歳）において、「2分の1成人式」を行った。
  - 2月12日 - 校章・校歌（作詞・作曲：大野靖之）制定。校歌披露式も開催。
  - 3月18日 - 第1回卒業式挙行。最初の卒業生は3名。
  - 3月24日 - 最初の修了式挙行。

## 学区
（この節の出典）
- 牧の原一丁目、牧の原二丁目、牧の原三丁目、牧の原四丁目、牧の原五丁目、牧の台一丁目、牧の台二丁目、牧の台三丁目のすべての区域
- 草深の一部の区域

## 進学
- 印西市立滝野中学校
- 印西市立西の原中学校(一部地区のみ)

## 学校周辺
- 社会福祉法人求宝福祉会牧の原保育園 - 敷地が隣接。
- 医療法人平成博愛会印西総合病院

## アクセス
- 北総鉄道北総線印西牧の原駅から、
  - 徒歩で、約1.5km・約23分（駅北口から）。
  - 印西市ふれあいバス（駅南口から発車）「南ルート」で、「牧の原北」バス停まで3分、下車後、徒歩約800m・約12分。